# Mesochorus castaneus
Mesochorus castaneus là một loài tò vò trong họ Ichneumonidae.